# Antonín Ratzensberger
Antonín Ratzensberger (18 giugno 1893 – 3 ottobre 1963) è stato un calciatore cecoslovacco, di ruolo difensore.

## Carriera

### Nazionale
Il 26 febbraio 1922 esordisce contro l'Italia (1-1).